# Guido Van Calster
Guido Van Calster, né le 6 février 1956 à Montaigu, est un coureur cycliste belge. Professionnel de 1978 à 1988, il a remporté deux étapes et le classement par points du Tour d'Espagne 1984.

## Palmarès

### Palmarès amateur
- 1974
  - 2e du championnat de Belgique sur route juniors
- 1975
  -  Champion de la province du Brabant wallon
  - 3e de l'Archer International Grand Prix
- 1976
  - 4e étape du Tour de Namur
  - 6e étape du Tour du Chili
  - 2e du Tour du Chili
- 1977
  - Courtrai-Gammerages
  - Tour du Hainaut :
    - Classement général
    - 3e et 4e étapes

  - 2e, 7e, 8e et 12e étapes du Tour de l'Avenir
  - 2e de l'Étoile hennuyère
  - 2e de la Flèche ardennaise
  - 2e de Seraing-Aix-Seraing
  - 2e de Paris-Vailly
  - 4e du Tour de l'Avenir
  - 8e du championnat du monde sur route amateurs

### Palmarès professionnel
| - 1978 - 5e étape du Tour méditerranéen - Circuit de Flandre orientale - 2e de la Ruddervoorde Koerse - 3e du Grand Prix d'Aix-en-Provence - 3e de Paris-Tours - 1979 - 3e des Trois Jours de La Panne - 9e du Tour des Flandres - 10e du Grand Prix de Francfort - 1980 - 2e étape du Critérium du Dauphiné libéré - 3e du Grand Prix de Peymeinade - 4e de la Flèche wallonne - 6e du Tour d'Espagne - 8e de Liège-Bastogne-Liège - 1981 - Prologue de la Semaine catalane (contre-la-montre par équipes) - 5ea étape du Tour du Pays basque - 1reb étape du Tour de Belgique - 2e de la Flèche brabançonne - 3e de la Flèche wallonne - 4e de Paris-Roubaix - 5e de Liège-Bastogne-Liège - 5e du championnat du monde sur route - 6e de Milan-San Remo | - 1982 - 4ea et 5e étapes du Tour de Suisse - Course des raisins - 3e du Tour de Suisse - 1983 - 3e du Grand Prix Pino Cerami - 3e du Grote Prijs Dr. Eugeen Roggeman - 8e de la Flèche wallonne - 10e de Liège-Bastogne-Liège - 1984 - 2e étape du Tour d'Andalousie - Tour d'Espagne : - Classement par points - 2e et 13e étapes - 1985 - Coca-Cola Trophy - 2e du Trophée Pantalica - 6e de Liège-Bastogne-Liège - 10e du Grand Prix de Francfort - 1986 - 2e étape du Trophée de Castille-et-León - 1987 - 5e étape du Trophée de Castille-et-León - 4e étape du Tour d'Aragon |  |

### Résultats sur les grands tours

#### Tour de France
6 participations
- 1979 : 58e
- 1980 : 39e
- 1981 : abandon (17e étape)
- 1986 : 72e
- 1987 : 31e
- 1988 : abandon (11e étape)

#### Tour d'Espagne
6 participations
- 1980 : 6e
- 1983 : 35e
- 1984 : 25e, vainqueur du  classement par points et des 2e et 13e étapes
- 1986 : 47e
- 1987 : 33e
- 1988 : 50e

#### Tour d'Italie
4 participations
- 1982 : 51e
- 1983 : 70e
- 1984 : abandon
- 1985 : 53e